# رنگینک‌های شاخی
رنگینک‌های شاخی (نام علمی: Ceratopipra) نام یک سرده از تیره رنگینک است.
گونه‌های این سرده عبارتند از:
- رنگینک شاخ‌سرخ (Ceratopipra cornuta)
- رنگینک سرپوش‌قرمز (Ceratopipra mentalis)
- رنگینک سرطلایی (Ceratopipra erythrocephala)
- رنگینک سرقرمز (Ceratopipra rubrocapilla)
- رنگینک دم‌گرد (Ceratopipra chloromeros)